# Toyareka
Toyareka is een bestuurslaag in het regentschap Purbalingga van de provincie Midden-Java, Indonesië. Toyareka telt 4963 inwoners (volkstelling 2010).